# Canon de 8,8 cm SK C/32
Le canon de 8,8 cm SK C/32 était un canon naval allemand utilisé pendant la Seconde Guerre mondiale.

## Description
Exporté notamment en Espagne, ce canon, apparu dans la Kriegsmarine en 1934, est la nouvelle pièce antiaérienne standard des croiseurs légers allemands équipant au cours de leur carrière les croiseurs en service en septembre 1939 et ceux construits dans le cadre du plan Z.
Il a été conçu pour remplacer les anciens canons de 8,8 cm SK L/45.
Ce canon de 76 calibres tire des obus de 15 kg à 17 200 mètres en tir surface et de 12 400 mètres en tir antiaérien, à raison de 15 coups par minute, sachant que chaque tube à une durée de vie de 3 200 coups. L’affût double Dopp LC/31 pointe en site de -10° à +80° et en azimut sur 360°.

### Munitions
Munitions de type fixe avec et sans traceur, pesant 15,2 kilogrammes et mesurant 93,2 cm de longueur.
Types de munitions disponibles:
| Type d'obus | Poids  | Vitesse initiale |
| ----------- | ------ | ---------------- |
| HE          | 9 kg   | 950 m/s          |
| ILLUM       | 9,4 kg | 650 m/s          |